# Kotarō

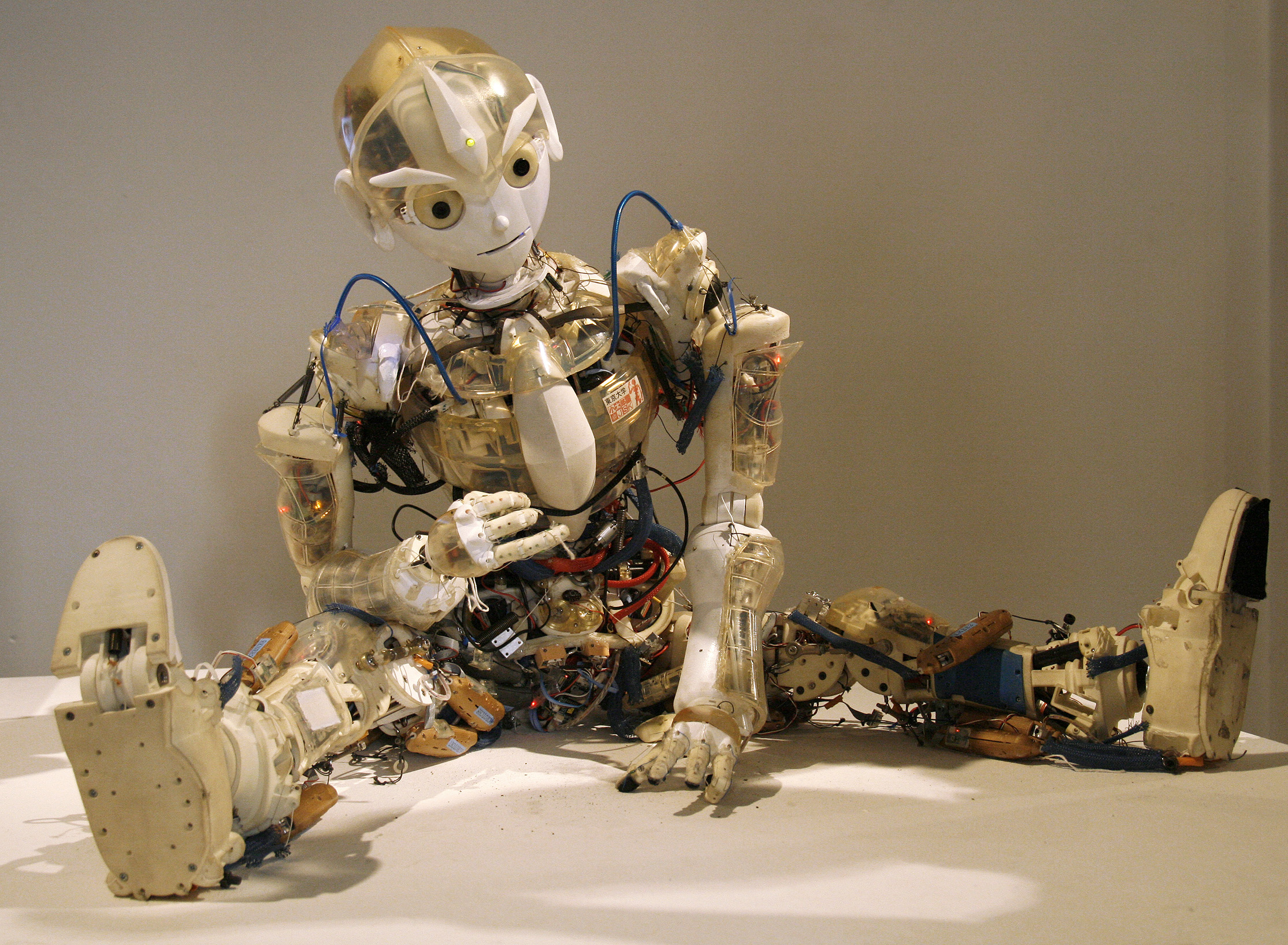
Humanoider Roboter Kotaro

Kotarō (jap. 小太郎, dt. etwa: „kleiner Junge“) ist ein in Japan an der Universität Tokio entwickelter humanoider Roboter. Er ist 1,33 m hoch, wiegt 20 kg und besteht aus 91 Gelenken und 120 Aktoren.
Kotarō wurde auf der Expo 2005 in Aichi der Weltöffentlichkeit präsentiert.